# Neobrachyglossum
Neobrachyglossum is een geslacht van insecten uit de familie van de blaaskopvliegen (Conopidae), die tot de orde tweevleugeligen (Diptera) behoort.

## Soort
- N. punctatum Krober, 1915